# Ван Вронховен, Тео
Тео Йозеф Мари Виктор ван Вронховен (нидерл. Theo Jozef Marie Victor van Vroonhoven, 15 мая 1940, Венло, Нидерланды) — нидерландский хоккеист (хоккей на траве), нападающий. После спортивной карьеры стал хирургом.

## Биография
Тео ван Вронховен родился 15 мая 1940 года в нидерландском городе Венло.
Играл в хоккей на траве за «Тилбург».
В 1960 году вошёл в состав сборной Нидерландов по хоккею на траве на Олимпийских играх в Риме, занявшей 9-е место. Играл на позиции нападающего, провёл 6 матчей, забил 2 мяча (по одному в ворота сборных Индии и Франции).
В 1964 году вошёл в состав сборной Нидерландов по хоккею на траве на Олимпийских играх в Токио, поделившей 7-8-е места. Играл на позиции нападающего, провёл 7 матчей, забил 2 мяча (по одному в ворота сборных Канады и Малайзии).
В 1968 году вошёл в состав сборной Нидерландов по хоккею на траве на Олимпийских играх в Мехико, занявшей 5-е место. Играл на позиции нападающего, провёл 7 матчей, забил 2 мяча (по одному в ворота сборных Аргентины и Великобритании).